# Казанский, Пётр Иванович
Пётр Иванович Казанский (1840—1913) — русский богослов; педагог, заслуженный профессор Московской духовной академии.

## Биография
Родился в 1840 году в селе Домнино Меленковской округи Владимирской губернии в семье священника.
Окончил Владимирскую духовную семинарию (1860) и Московскую духовную академию (1864). Сначала преподавал в Ярославской (1864—1865; нравственное богословие) и Вифанской (1865—1867) духовных семинариях.
В конце апреля 1867 года был возведён в степень магистра богословия Московской духовной академии, в которой с июля того же года в качестве бакалавра стал преподавать на кафедре педагогики, а с 1869 года — на кафедре нравственного богословия. Кафедру педагогики он занимал до 1886 года, а кафедру нравственного богословия — до 1892 года. С 1873 года — экстраординарный профессор, а с 1892 года — ординарный профессор и доктор богословия по кафедре истории философии.
В ноябре 1897 года вышел в отставку. Умер 6 (19) января 1913 года в Сергиевом Посаде.